# Messier 34
Messier 34 (auch als NGC 1039 bezeichnet) ist ein mittelgroßer offener Sternhaufen mit einem Winkeldurchmesser von 25' und einer scheinbaren Helligkeit von 5,2 mag. Er steht im Sternbild Perseus an der Grenze zur Andromeda, etwa halbwegs zwischen den Sternen Algol (β Per) und Alamak (γ And). Der Haufen ist rund 1.400 Lichtjahre vom Sonnensystem entfernt und hat einen Durchmesser von etwa 15 Lichtjahren. Er besteht aus etwa hundert Sternen, die gemeinsam vor etwa 200 Millionen Jahren entstanden sind.
Da M34 nur rund 100 Sterne enthält, die sich über mehr als Vollmondbreite erstrecken, ist diese Anhäufung von Sternen unauffällig. Messier gab 1764 einen Durchmesser von nur 17' an. Im Feldstecher 8×30 lediglich als zartes Sterngrüppchen zu erkennen, zeigen sich ab 10×50 ein Dutzend Sterne im Gesichtsfeld. Im Fernrohr hingegen wirkt der Sternhaufen ab 50-facher Vergrößerung zunehmend zerstreuter. Ungewöhnlich ist die geringe Varianz der Helligkeiten und die vielen Doppelsterne.